# بيتر كورلت
بيتر كورلت (بالإنجليزية: Peter Corlett)‏ هو نحات أسترالي، ولد في 1944 في ملبورن في أستراليا.

## وصلات خارجية
- الموقع الرسمي